# Fronzola
Fronzola è una frazione del comune di Poppi, in provincia di Arezzo, nella quale vivono attualmente meno di una decina di abitanti.
Il toponimo Fronzola probabilmente deriva da “fronda” (di quercia o di castagno), cioè dalla folta vegetazione che circonda il paese e si stende sulle colline intorno; prevale la quercia, il rovere e, soprattutto tra Fronzola, Ortignano e Quota, si trovano antichi castagneti. Sulla sommità del colle che sovrasta Poppi a mezzogiorno, ad un'altezza di circa 600 metri, si trovano i resti del formidabile castello medioevale e di una muratura più antica, forse di epoca etrusca o romana. Sul versante orientale del colle, sotto le mura del castello, sono stati costruiti i fabbricati che formano il nucleo del borgo risalenti probabilmente al XVI - XVII secolo che hanno mantenuto le loro caratteristiche perché non sono state fatte molte aggiunte e variazioni al progetto originale. Le strette viuzze sono lastricate con pietre poste a coltello, tipiche dei paesi di montagna per non scivolare in caso di neve e di ghiaccio.
In un pianello, sul lato nord rispetto alle rovine del castello, si trova la chiesetta medioevale coeva del castello stesso, abbastanza integra, fornita di un bel campanile a vela con due buche campanarie. Questa chiesa è stata dedicata a San Lorenzo, come l'antica chiesa di Poppi, nel versante sud del colle sotto il castello dei Guidi e la chiesa di Strumi ormai demolita, ed era una delle chiese dipendenti dalla pieve di Buiano che si trova poco lontano, quasi sulla riva dell'Arno, lungo l'antica strada “via casentinensis maior” che percorreva la valle da Capolona - Arezzo verso nord, verso Firenze - Fiesole ed il Mugello, con diramazioni verso la Romagna. Per questa chiesa Francesco Morandini, detto il Poppi, eseguì una perduta tavola con la Madonna col Bambino e Santi, forse della metà degli anni settanta del Cinquecento.

## Storia
La storia del piccolo paese è legata a quella dell'omonimo castello, le cui rovine sorgono poco sopra il paese; le prime notizie di Fronzola si hanno nel 1065, quando viene attestato il possesso del castrum di Fronzola all'abbazia di Capolona; nel 1164 il castello passa sotto la proprietà della famiglia Guidi; nel 1322 il vescovo di Arezzo, Guido Tarlati di Pietramala conquista Fronzola, in seguito modifica il castello innalzando nuove mura ed rafforzando la parte nord del castello; nel 1344 Simone II da Battifolle con il sostegno dei fiorentini conquista il castello, scacciando Guido Tarlati; nel 1440 la repubblica fiorentina decreta la distruzione del castello di Fronzola, che avverrà solo nel 1498 ad opera del capitano di ventura Bartolomeo D'Alviano, su commissione di Venezia schierata contro Firenze.

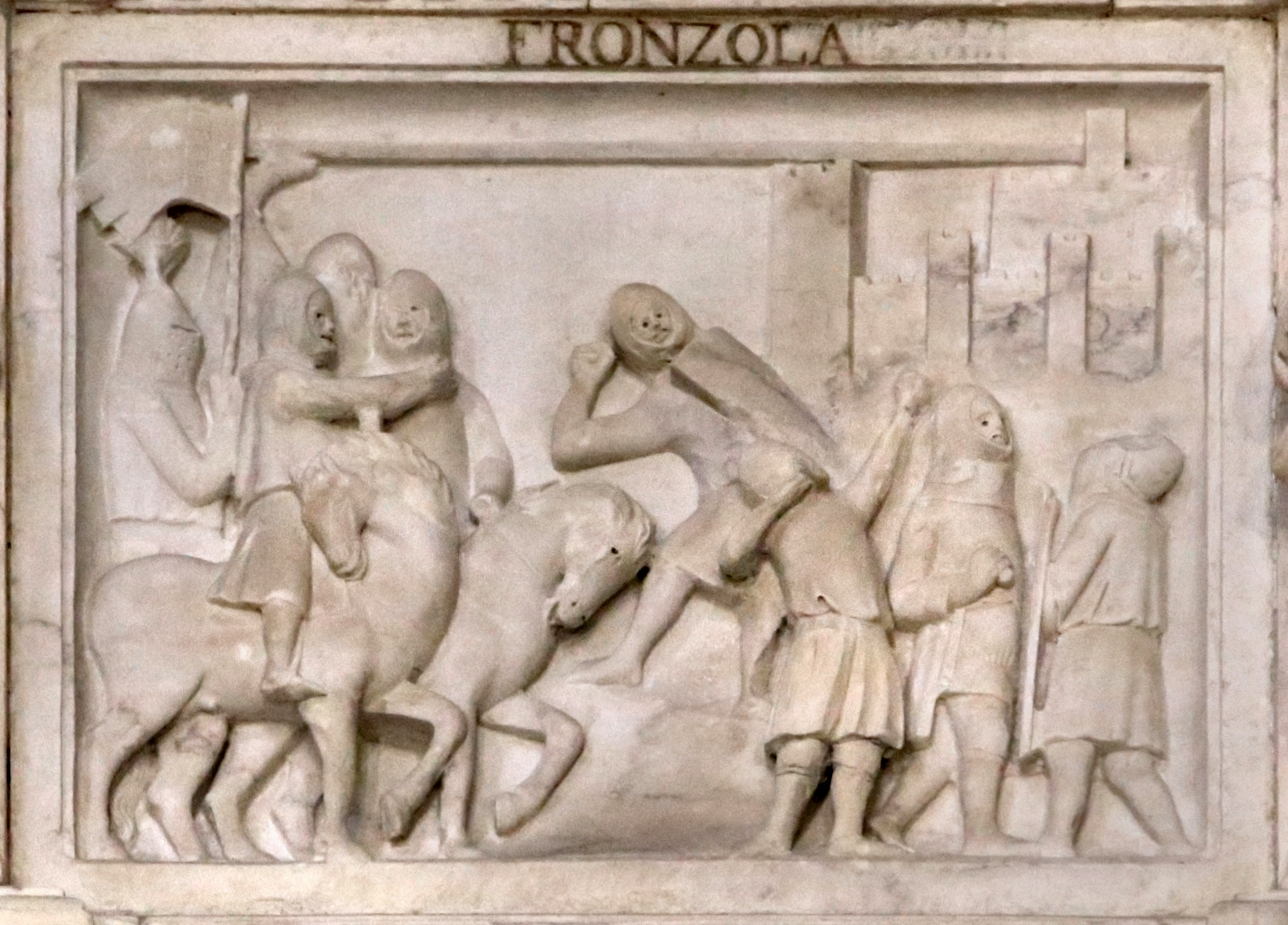
Espugnazione del castello di Fronzola in Casentino, dal cenotafio del vescovo Guido Tarlati, 1330, Duomo di Arezzo

Ritornando a Fronzola, proprio sulla cima del colle era arroccato il castello, con il formidabile cassero ed il grande piazzale. Il castello ripeteva lo schema consolidato di Romena: un cassero con torre ed una cinta muraria con altre torri di difesa ed avvistamento ai quattro punti cardinali. All'esterno un'altra cinta muraria, le opere accessorie, alcuni edifici non ben individuati.
Oggi rimangono grandi resti di mura di grande altezza, parte del cassero con i fondamenti della torre, una parte delle mura del piazzale con scala costruita sulla muratura ed i resti delle tre torri che si trovavano a nord, ad oriente e ad occidente, inoltre esiste il varco dell'ingresso che si trovava sul lato sud. All'interno del piazzale si trovano i resti di una torre abbattuta ed una grande cisterna ancora funzionante, quasi intatta. Poco lontano, tra il castello e la chiesa i resti di una seconda cisterna, ormai interrata.
Il castello nasce sul colle dove si trovava una curtis e probabilmente edifici molto più antichi.
- 1065- prima notizia di Fronzola, il castrum appartiene all'abbazia di Capolona (caput o campo leonis)
- 1161- Federico I conferma il possesso dell'abbazia di Capolona.
- 1164- Federico I trasferisce il castello alla famiglia dei Guidi (Guido Guerra III "Bevisangue").
- 1214- Guido Guerra IV divide il patrimonio tra i figli. Fronzola passa a Guido signore di Poppi e Battifolle.
- 1239- Simone da Battifolle è il signore di Fronzola.
- 1278- Guido, figlio di Simone, è il signore di Fronzola. Fronzola passa dai Guidi di Battifolle ai Guidi di Raggiolo.
- 1320- Guido di Raggiolo lascia il castello in eredità alla moglie Parta. Fronzola torna ai Guidi di Battifolle.
- 1322- Il vescovo di Arezzo, Guido Tarlati di Pietramala conquista Fronzola. Costruisce nuove mura e rafforza il castello (parte verso nord). La conquista di Fronzola è inserita in una formella del cenotafio Tarlati nella cattedrale di Arezzo.
- 1344- Simone II da Battifolle, con l'aiuto dei fiorentini, strappa Fronzola al vescovo Pier Saccone Tarlati.
- 1367- il conte Guido si dà in accomandigia a Firenze con tutti i suoi beni e castelli, compreso Fronzola.
- 1440- La repubblica fiorentina, scaccia Francesco di Poppi dal castello di Poppi e decreta la distruzione del castello di Fronzola.
- 1498- Il capitano di ventura Bartolomeo d'Alviano, al soldo di Venezia contro Firenze, distrugge Fronzola con altri castelli non essendo riuscito ad espugnare Poppi.

Il piccolo borgo, sotto le mura del castello, continuò ad esistere: esiste un estimo catastale risalente al 1536 che include la parrocchia di Fronzola; è probabilmente in quegli anni che vengono realizzate le strutture che ancora oggi formano il borgo di Fronzola; queste per'altro hanno conservato la loro originale conformazione, non essendoci state modifiche strutturali rilevanti sino ad oggi.

## Il Paese
All'ingresso del paese è subito ben visibile la Casa degli Archi; salendo la strada del paese, tra gli stretti vicoli si trovano una serie di abitazioni private, che conservano ancora la loro architettura medioevale, con strutture in pietra; dopo poche decine di metri si raggiunge uno spiazzo, che costituisce la parte più alta del paese; qui si trova la piccola chiesa medioevale di San Lorenzo, con il suo caratteristico campanile a vela, ed un'antica cisterna in pietra, che veniva utilizzata dagli abitanti del castello.
A nord del castello, in uno spiazzo circondato da mura, l'antica chiesa medioevale ancora in piedi è dedicata a San Lorenzo, con un bel campanile a vela con due buche campanarie.
Esiste ancora il sentiero, tra due mura, che saliva al castello e si comprende abbastanza bene il percorso della seconda cinta di mura, che circonda il piazzale della chiesa e scende tra le case del borgo verso oriente.
Un sentiero, lastricato con pietre verticali scende dal piazzale della chiesa verso le case del borgo che possono essere individuate come la vecchia scuola, la parrocchia, la casa degli archi, altre due case ai piedi del muro del castello, un antico fienile che serviva la grande casa degli archi.
Questa la semplice struttura del paese, costruito probabilmente sulle rovine delle castello e tipico della società contadina che va dal XVI al XIX secolo. C'era una scuola, una parrocchia per il rettore della chiesa di San Lorenzo, quindi le case dei contadini e quella padronale con grande fienile annesso. Dietro al paese un grande spiazzo veniva adibito ad aia e serviva anche per le feste semplici dei contadini.
Prime notizie:
- 1161- atto di Federico I che conferma il possesso di Fronzola all'abbazia di Capolona, cum ecclesia.
- 1302- tra le chiese dipendenti dalla pieve di Santa Maria di Buiano è nominata la chiesa di San Lorenzo di Fronzola.
- 1344- Simone da Battifolle, recuperato il castello di Fronzola con l'aiuto dei fiorentini, manda a Firenze una campana della chiesa per riconoscenza.
- 1551- La parrocchia di Fronzola e Buiano conta abitanti 143,
- 1745- Fronzola e Buiano, abitanti 89,
- 1833- Fronzola e Buiano abitanti 76,
- 1840 - Fronzola e Buiano, abitanti 74,
- 1883- la parrocchia di San Lorenzo a Fronzola conta 76 abitanti.

## La viabilità antica
Non dobbiamo dimenticare che il paese di Fronzola si trovava lungo l'asse di un'antica rete stradale. Sotto il poggio, lungo il corso dell'Arno, sulla riva destra, correva l'antica via “Casentinensis maior” che portava da Arezzo, dalla forte abbazia di caput  (o campo) leonis (oggi Capolona) verso il nord, verso i territori controllati dall'abbazia stessa e verso Firenze, Fiesole e il Mugello.
Sotto Fronzola, lungo la Casentinensis maior, proprio dove si trova l'antica pieve di Buiano, sono stati scoperti i resti di una dimora romana.
Da Buiano, dalla Casentinensis maior, partiva una strada, ancora in certi tratti lastricata, che portava verso il colle di Fronzola e poi verso Larniano, dove sono stati trovati i resti di un'altra dimora romana. Anche sul colle di Fronzola è stata trovata un'antica moneta romana, ma le monete, come si sa viaggiano. In ogni caso si trovano facilmente pezzi di muratura realizzata con coccio pesto che fanno sospettare di qualche costruzione di epoca romana.
È anche indicativo che rovine e resti di origine etrusca si trovino, oltre che sul colle di Fronzola, anche nel sottostante colle di Poppi. La natura del luogo è bellissima, i prati sono pieni di fiori ed erbe ed anche di una varietà di orchidee locali.
Accanto alla quercia, che domina il paesaggio, si trovano olmi, sorbi, ciliegi selvatici, cornioli, alloro selvatico, vincastro, sanguinella.
Si trova ancora traccia delle antiche coltivazioni della vite e dell'olivo e di alcune varietà di frutta dal melo al pero. Accanto ai boschi di castagno si trovavano terreni famosi per la coltivazione della patata. Inoltre c'è ancora il ricordo dei greggi di pecore e capre.
Gli animali selvatici tipici presenti nella zona sono oggi il cinghiale, cervo, capriolo, daino, istrice, lepre, ghiandaia, cornacchie, merlo, gazza, corvi, cornacchie, pettirossi ed una grande varietà di uccelli.

## I muri a secco
Tutto il colle è circondato da muri a secco che reggono numerosi terrazzamenti, costruiti in gran parte con le pietre del castello distrutto. La tecnica di costruzione dei muri a secco dimostra una grande maestria ed anche una cura incredibile per il paesaggio. Vicino al paese si trova ancora il vecchio pozzo, proprio lungo la strada chiamata via del pozzo, con annessa una vasca per lavare i panni.
Sul muro che circonda la casa dell'antica canonica si trova un grande inserto rettangolare di muratura realizzata con grandi pietre squadrate rozzamente, cosiddette ciclopiche, di probabile origine etrusca o romana. La struttura appare completamente diversa dalla muratura medioevale del castello realizzata con pietre più piccole.
Questo antichissimo muro è probabilmente il più grande resto di muratura etrusca che si trova in Casentino e potrebbe essere stato la base di una torre o di un luogo fortificato che dominava la valle.
Tutto il luogo comunque andrebbe esplorato e studiato con attenzione perché probabilmente nasconde interessanti reperti che riguardano non solo il Medioevo, ma anche periodi precedenti.